# Scrapter sittybon
Scrapter sittybon är en biart som beskrevs av Davies 2005. Scrapter sittybon ingår i släktet Scrapter och familjen korttungebin. Inga underarter finns listade i Catalogue of Life.